# Бичок-цуцик чорноріченський
Бичок-цуцик чорноріченський (Proterorhinus tataricus) — прісноводний вид бичків-цуциків, представник родини Gobiidae. Відзначається в Криму, Україна.
Мешкає на короткому відрізку річки Чорна, де вода у великих кількостях відбирається для зрошення, тому вид має високий ризик зникнення в найближчому майбутньому.